# U.S. Route 380
La U.S. Route 380 (US 380) est une US Route auxiliaire de la US 80. Son terminus ouest est à San Antonio, Nouveau-Mexique, à la jonction avec l'I-25 / US 85. Son terminus est se trouve à Greenville, Texas, à la jonction avec l'I-30 / US 67 et la US 69. Aujourd'hui, la US 380 ne rencontre plus sa route-mère, la US 80, mais, jusqu'en 1971, elle le faisait. L'intersection se trouvait à Cisco. Depuis, la route a été remplacée entre Old Glory et Cisco par la SH 6. Elle ne rencontre aucune autre route liée à la US 80 (US 180 ou US 280).

## Description du tracé

### Nouveau-Mexique
La US 380 débute à la jonction avec l'I-25 / US 85 à l'ouest de San Antonio. Elle traverse la ville et se dirige vers l'est. Elle forme la limite est de la White Sands Missile Range. Elle bifurque vers le sud-est et atteint Carrizozo. Elle continue dans la même direction, grimpe les Sacramento Mountains, passe par Capitan et traverse brièvement la Forêt nationale de Lincoln. Elle rencontre la US 70 à Hondo et les deux routes forment un multiplex vers l'est. Elles atteignent Roswell où elles se séparent. La route continue vers l'est et traverse les régions pétrolières de Llano Estacado de l'est du Nouveau-Mexique et du nord-ouest du Texas. Elle atteint finalement la frontière du Texas à l'est de Tatum.

### Texas
La US 380 entre au Texas à l'ouest de Plains. Elle atteint cette communauté et rejoint la US 82. Les routes se rendent à Brownfield, à l'est, où elles se séparent. La US 380 poursuit ainsi son trajet vers l'est en passant par Post, Jayton, Aspermont, Haskell, Throckmorton, Graham, Jacksboro, Decatur, Denton et McKinney avant d'atteindre Greenville. La route y rencontre la US 69 et les deux routes forment un multiplex jusqu'à ce qu'elles atteignent la jonction avec l'I-30 / US 67. C'est à cet endroit que la US 380 prend fin. La route se poursuit comme US 69 sud.

## Intersections majeures
Nouveau-Mexique
 I-25 / US 85 à San Antonio
 US 54 à Carrizozo
 US 70 à Hondo. Les routes forment un multiplex jusqu'à Roswell.
 US 285 à Roswell
Texas
 US 82 à Plains. Les routes forment un multiplex jusqu'à Brownfield.
 US 62 / US 385 à Brownfield. Les routes forment un multiplex dans la ville.
 US 87 à Tahoka
 US 84 à Post. Les routes forment un multiplex dans la ville.
 US 83 près d'Aspermont. Les routes forment un multiplex jusqu'à Aspermont.
 US 277 à Haskell
 US 183 / US 283 à Throckmorton
 US 281 à Jacksboro. Les routes forment un multiplex jusqu'au sud de Jacksboro.
 US 81 / US 287 à Decatur
 I-35 à Denton
 US 77 / US 377 à Denton. La US 377 / US 380 forment un multiplex jusqu'à Cross Roads.
 US 75 à McKinney
 US 69 à Greenville. Les routes forment un multiplex dans la ville.
 I-30 / US 67 à Greenville